# متحف سوبيبور
متحف سوبيبور أو متحف معسكر الموت النازي السابق في سوبيبور (بالبولندية: Muzeum Byłego Hitlerowskiego Obozu Zagłady w Sobiborze)‏، هو متحف بولندي مملوك للدولة، يسلط الضوء على الجرائم التي ارتكبت في معسكر إبادة سوبيبور السابق الواقع في ضواحي سوبيبور بالقرب من لوبلين.
أقيم معسكر الإبادة الألماني النازي في بولندا خلال الحرب العالمية الثانية، كجزء من برنامج الإبادة اليهودية المعروف باسم عملية راينهارد، والتي سجلت كالمرحلة الأكثر فتكًا من الهولوكوست في بولندا.
كان المعسكر يديره وحدة من النخبة الألمانية النازية SS Sonderkommando برئاسة فرانز ستانجل.
ويقدر عدد اليهود في بولندا وأماكن أخرى ممن تعرضوا للحرق بأفران الغاز بين أبريل 1942 و14 أكتوبر 1943 بنحو 250,000. ربما أكثر.

## تاريخ المتحف
لم يُعرف الكثير عن المعسكر قبل محاكمة سوبيبور في هاجن - ألمانيا، ومحاكمات المساعدين (Hiwi) الموازية في مدينة كراسنودار في اتحاد الجمهوريات الاشتراكية السوفياتية السابق،  بعد العمل الاستقصائي للناجي اليهودي النمساوي لسيمون فيزنتال. غادر معظم الناجين من المحرقة بولندا قبل هذه الأحداث بوقت طويل ونسي المعسكر إلى حد كبير.
وضع أول نصب تذكاري لضحايا سوبيبور عام 1965. أنشأ متحف Włodawa الذي كان مسؤولًا عن النصب فرعًا منفصلًا في 14 أكتوبر 1993، وذلك في الذكرى الخمسين للانتفاضة المسلحة للسجناء اليهود هناك،  والذي نجا بعضهم في عام 1943 (فيلم الهروب من سوبيبور التي تم بثها على شبكة سي بي إس في عام 1987).
كان من المقرر استبدال المتحف الصغير الحجم بأخر أكبر. وفي 24 يونيو 2014 قدمت وزارة الثقافة والتراث الوطني البولندية تصميم جديد في احتفال في وارسو، بحضور ملك هولندا ويليم ألكسندر وزوجته الملكة ماكسيما، الشركاء في المشروع إلى جانب إسرائيل وبولندا وسلوفاكيا.

## برامج البحث والحفظ

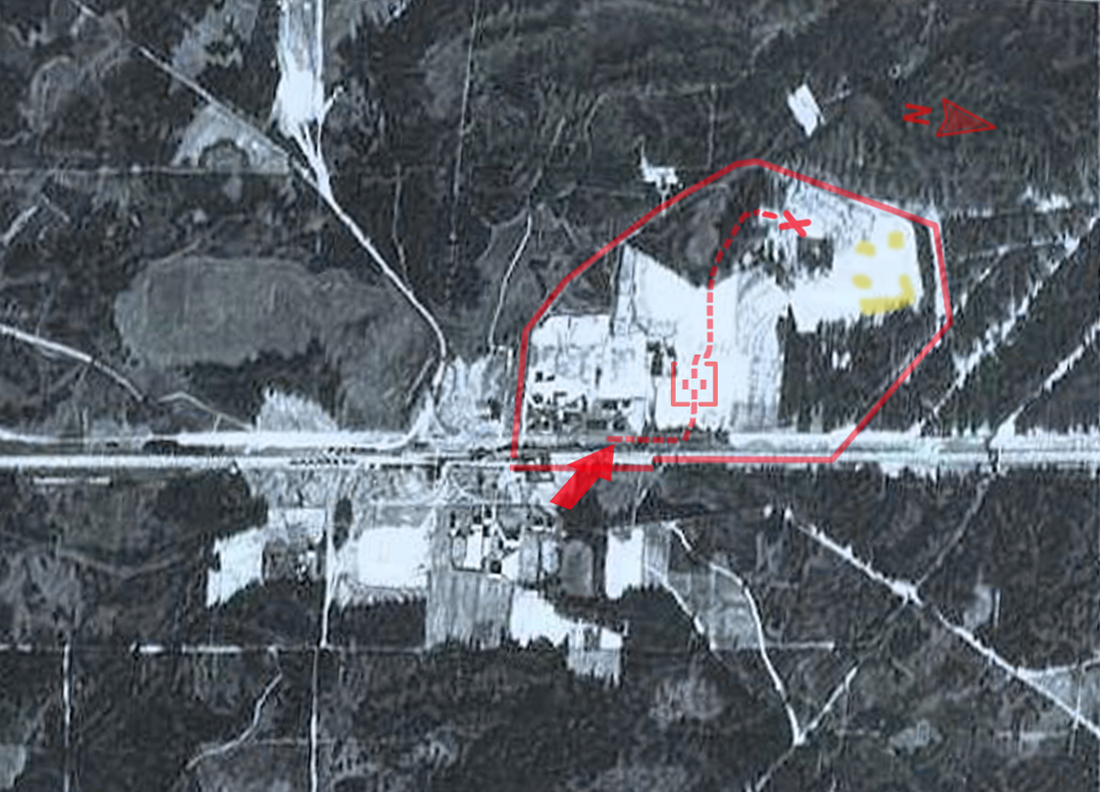
صورة جوية لمصنع موت سوبيبور ربما قبل التكوين مباشرة. الهياكل الدائمة ليست موجودة بعد ، بما في ذلك ثكنات المخيم الثاني (الوسط السفلي) ، وكذلك المخيم الثالث ، والمخيم الرابع. منصة تفريغ السكك الحديدية (مع محطة قطار ما قبل الحرب المرئية) مميزة بالسهم الأحمر ، وموقع غرف الغاز المميزة بعلامة الصليب. منطقة خلع ملابس عليها ساحة حمراء بها «طريق الجنة» المجاور عبر الغابة

يضم مبنى المتحف الواقع بالقرب من محطة سكة حديد سابقة، تمثال من الحديد لامرأة مع طفل على «الطريق إلى الجنة» (Himmelfahrtstrasse) منحوت بواسطة Mieczysław Welter، إضافة إلى حاوية دائرية كبيرة مع ركام رماد وعظام الضحايا، جمعت في الموقع وشكلت في هرم واسع بجوار حفر الحرق التي حصلت، والأرشيف المحلي لفاكسات وشهادات ووثائق ذات الصلة.
خضع المعسكر لمزيد من الدراسات الجيوفيزيائية المتقدمة والمزيد من الحفريات الأثرية. بعد أن أزالت فرقة النخبة النازية الألمانية بدقة جميع الأدلة، حيث أشرف كبير الحاخامات في بولندا مايكل شودريش على إجراء عمل بحثي حول القبور وبالقرب منها.
انتهي من مشروع الحفر الأول في أكتوبر 2007، وعثر على أكثر من ألف قطعة تعود إلى الضحايا. في تشرين الأول / أكتوبر 2009، أجريت المرحلة الثانية من الحفر التي حددت مراكز سياج الأسلاك الشائكة ذات الصف المزدوج حول المخيم. كشف العمل أيضًا عن العديد من القطع الأثرية، بما في ذلك الأسنان الزائفة والتذكارات من مدينة Marienbad، والعديد من مفاتيح الحقائب.  
في خريف عام 2012، أجريت عدة عمليات تنقيب في الجزء الشمالي الغربي حول القبور الجماعية 1 و 2، كما أجريت عمليات جيوفيزيائية على حاوية الأسلاك الشائكة التي فصلت القبور الجماعية وحفر حرق الجثث عن منطقة المعيشة في المعسكر ومحيط منطقة القتل كذلك.
في خريف عام 2012، أجريت عدة عمليات تنقيب في الجزء الشمالي الغربي حول القبور الجماعية 1 و 2، كما أجريت عمليات جيوفيزيائية على حاوية الأسلاك الشائكة التي فصلت القبور الجماعية وحفر حرق الجثث عن منطقة المعيشة في المعسكر ومحيط منطقة القتل كذلك.
في مايو 2013، اكتشف علماء الآثار الإسرائيليون والبولنديون حفريات جديدة بالقرب من المعسكر الثالث، منها نفق هروب بطول 10 متر (33 قدم)، وبعمق 1 إلى 2 متر. رجح أن يكون النفق قد انهار على الناس بداخله؛ حيث أنه من المعروف أن محيط المخيم قد تم تعدينه. الجدير بالذكر أن سجلات المخيم لا تذكر أي حادث من هذا النوع.
تضمنت الاكتشافات الجديدة الأخرى بطاقات تعريف عن الأطفال من هولندا، وسبع هياكل عظمية بشرية.

## روابط خارجية
- "سوبيبور. Ministerstwo zbuduje muzeum "، على صفحة الويب RP.pl. باللغة البولندية تم الاسترجاع 8 يونيو 2013.
- "Sobibór bez zwiedzających"، على صفحة الويب RP.pl. باللغة البولندية تم الاسترجاع 8 يونيو 2013.
- «تم إغلاق متحف معسكر الموت النازي السابق في سوبيبور»، على موقع Sztetl.org على الويب. تم الاسترجاع 8 يونيو 2013.
- واجه المتحف الإغلاق في 30 أبريل 2011، على صفحة الويب Fight Hatred.com . تم الاسترجاع 8 يونيو 2013.
- «كيفية الوصول إلى هناك»، على صفحة الويب الخاصة بـ Polish Forums.com . تم الاسترجاع 8 يونيو 2013.
- الحفريات الأثرية في موقع إبادة سوبيبور ، على موقع ياد فاشيم